# 43e régiment de marche
Pour les articles homonymes, voir 43e régiment.
Le 43e régiment d'infanterie de marche (ou 43e régiment de marche) est un régiment d'infanterie français, qui a participé à la guerre franco-allemande de 1870.

## Création et différentes dénominations
- 1er novembre 1870 : formation du 43e régiment d'infanterie de marche
- 1er avril 1871 : fusion dans le 43e régiment d'infanterie de ligne

## Chefs de corps
- 18 octobre 1870 : lieutenant-colonel Faussemagne[1],[2]
- 2 janvier 1871 : lieutenant-colonel Fariau[3],[4]

## Historique
Le 43e régiment de marche est formé à Tours le 1er novembre 1870, à trois bataillons de six compagnies.
Il est affecté à la 2e brigade de la 1re division du 17e corps d'armée, (armée de la Loire).
Il fusionne le 1er avril 1871 dans le 43e régiment d'infanterie de ligne.